# Augustin Egger
Pour l’article homonyme, voir Augustin Egger (évêque).
Augustin Egger, né à Fribourg le 27 novembre 1830 et mort dans la même ville le 15 décembre 1866, est un haut fonctionnaire fribourgeois. Il est chancelier d'État du canton de Fribourg de 1863 à 1866.

## Biographie
Il est membre du Parti libéral-conservateur.